# Terçó

Els sis terçons de la Vall d'Aran amb els límits municipals

Un terçó (en aranès terçon) és una divisió geogràfica pròpia de la Vall d'Aran. Va estar vigent des de la concessió de la Querimònia, el 1313, fins a l'abolició el 1834 amb la nova divisió provincial. S'ha mantingut tradicionalment com a element identitari i es va restaurar el 1990 com a circumscripció electoral per al Conselh Generau d'Aran (Consell General d'Aran).

## Història
Inicialment eren tres demarcacions, d'aquí el nom de terçons: Garòs, Viella i Bossòst. Els tres terçons es corresponien a les tres àrees geogràfiques de la vall: Naut Aran (Alt Aran), Mijaran (Mig Aran) i Baish Aran (Baix Aran). Al segle xvi cada terçó es va subdividir en dos sesterçons que es van continuar anomenant habitualment també com a terçons:
- De Garòs: Arties (avui Arties e Garòs) i Pujòlo.
- De Viella: Marcatosa i Viella o Castièro.
- De Bossòst: Irissa (o Lairissa) i Quate Lòcs (o Quatrellocs)

La Querimònia, atorgada per Jaume el Just el 1313, establia el Conselh Generau d'Aran com a òrgan de govern propi format per representants de cada terçó. Els Decrets de Nova Planta no van suprimir els furs de la Vall d'Aran, però es va disminuir significativament l'autonomia de govern. Amb la divisió provincial del 1833 el territori es va integrar en la província de Lleida, amb la subsegüent supressió del Consell General i la substitució dels terçons per municipis.
Encara que es van quedar sense una funció administrativa, els terçons es van continuar mantenint de forma tradicional entre els habitants de la vall com a referent identitari i amb valor simbòlic. El 1977, durant la Transició Espanyola, es va constituir una associació popular amb el nom d'Es Terçons per defensar els interessos aranesos en l'Estatut d'Autonomia de Catalunya de 1979.

## Administració
La Llei 16/1990 sobre el règim especial de la Vall d'Aran va restituir l'estructura administrativa tradicional, que se superposava a l'estructura municipal. En les eleccions al Consell General d'Aran cada terçó elegeix, a més, els consellers. Amb un total de 13, cada terçó té assignat un nombre de consellers segons el nombre d'habitants.
| Terçó          | Municipis                      | Entitats de població que comprèn                      | Consellers |
| -------------- | ------------------------------ | ----------------------------------------------------- | ---------- |
| Quate Lòcs     | Bossòst, Les, Canejan i Bausen |                                                       | 3          |
| Irissa         | Vilamòs, Arres i Es Bòrdes     |                                                       | 1          |
| Marcatosa      | Vielha e Mijaran               | Vilac, Aubèrt, Betlan, Mont, Montcorbau, Arròs i Vila | 1          |
| Castièro       | Vielha e Mijaran               | Escunhau, Casarilh, Betren, Viella, Gausac i Casau    | 4          |
| Arties e Garòs | Naut Aran                      | Arties i Garòs                                        | 2          |
| Pujòlo         | Naut Aran                      | Tredòs, Bagergue, Montgarri, Salardú, Unha i Gessa    | 2          |